# Константинув (Опочинський повіт)
Константинув (пол. Konstantynów) — село в Польщі, у гміні Мнішкув Опочинського повіту Лодзинського воєводства.
Населення — 122 особи (2011).
У 1975-1998 роках село належало до Пйотрковського воєводства.

## Демографія
Демографічна структура станом на 31 березня 2011 року:
|          | Загалом | Допрацездатний вік | Працездатний вік | Постпрацездатний вік |
| -------- | ------- | ------------------ | ---------------- | -------------------- |
| Чоловіки | 64      | 11                 | 46               | 7                    |
| Жінки    | 58      | 10                 | 37               | 11                   |
| Разом    | 122     | 21                 | 83               | 18                   |